# Gieorgij Boos
Gieorgij Walentynowicz Boos (ros. Георгий Валентинович Боос) (ur. 22 stycznia 1963 w Moskwie) – rosyjski działacz państwowy, w latach 2005-2010 gubernator obwodu królewieckiego.

## Życiorys
Urodził się w rodzinie o korzeniach niemieckich pochodzącej z Krymu. W 1986 ukończył studia w Moskiewskim Instytucie Energetycznym ze specjalnością inżyniera-elektryka. Po odsłużeniu wojska pracował jako inżynier, starszy inżynier oraz współpracownik naukowy Wszechzwiązkowego Instytutu Naukowo-Badawczego, Technologii i Techniki Świetlnej w Moskwie. Nauczał matematyki w lokalnej szkole średniej.
Po rozpoczęciu przemian ustrojowych w Rosji objął obowiązki dyrektora przedsiębiorstwa naukowo-produkcyjnego "Swietoserwis" (od 1991 do 1995). W grudniu 1995 został wybrany deputowanym do Dumy Państwowej II kadencji w okręgu jednomandatowym Miedwiedkowo. W latach 1996—1997 zasiadał we frakcji parlamentarnej "Nasz Dom – Rosja", której był wiceprzewodniczącym.
We wrześniu 1998 objął obowiązki szefa Państwowej Służby Podatkowej FR, później Borys Jelcyn wyznaczył go ministrem ds. podatków i zbiórek w gabinecie Jewgienija Primakowa (do maja 1999). W grudniu 1999 uzyskał reelekcję do Dumy Państwowej w okręgu Miedwiedkowo. Od 1999 do 2003 zasiadał we frakcji parlamentarnej "Otiecziestwo - Wsia Rossija", z jej ramienia był wiceprzewodniczącym Dumy (od 1999 do 2005). Mandat utrzymał w 2003 (z tego samego okręgu). W nowej kadencji był członkiem frakcji "Jedna Rosja".
28 września 2005 rozpoczął urzędowanie jako gubernator obwodu królewieckiego. Odwołany z funkcji w 2010 po wielotysięcznych demonstracjach mieszkańców.
Jest żonaty i ma sześć córek z trzech małżeństw.